# Politique de défense du Canada
La politique de défense du Canada est la politique du gouvernement du Canada concernant la défense nationale. La dernière version, intitulée Protection, Sécurité, Engagement, a été publiée le 7 juin 2017 sous le gouvernement libéral de Justin Trudeau. Dans cette politique, le gouvernement fédéral s'est engagé à investir davantage dans les Forces armées canadiennes (FAC) afin d'assurer leur expansion au cours des deux décennies qui suivent.
En effet, la politique prévoit l'augmentation de l'effectif militaire du Canada de 3 500 membres de la Force régulière et de 1 500 membres de la Première réserve en plus d'une augmentation de 1 500 employés civils, incluant une augmentation de 1 % par année de la proportion de femmes au sein des FAC pour atteindre un total de 25 %. Elle prévoit également la réduction des émissions de gaz à effet de serre de l'infrastructure et des véhicules non militaires de 40 %.

## Contenu

### Vision
La politique de défense du Canada publiée en 2017, tel que son titre l'indique, présente une vision en trois volets : « protection, sécurité et engagement ». La « protection » fait référence à la défense de la souveraineté du Canada ainsi qu'aux capacités des Forces armées canadiennes à appuyer les autorités civiles lors de catastrophes naturelles. La « sécurité » se réfère à la sécurité de l'Amérique du Nord au sein du Commandement de la défense aérospatiale de l'Amérique du Nord (NORAD) ainsi qu'en partenariat avec les États-Unis. Finalement, l'« engagement » est la contribution militaire du Canada dans le monde pour assurer la paix et la stabilité, notamment en exécutant des missions de soutien et de la paix.

### Budget
La politique de défense du Canada publiée en 2017 prévoit que le budget alloué à la Défense nationale passera de 18,9 milliards de dollars pour l'année fiscale 2016-2017 à 32,7 milliards à l'année fiscale 2026-2027. Entre autres, la politique prévoit un investissement de 108 milliards de dollars sur 20 ans pour l'acquisition et la mise à niveau de l'équipement militaire du Canada.

### Effectif
La politique de défense du Canada publiée en 2017 prévoit augmenter l'effectif militaire total du Canada de 3 500 membres de la Force régulière pour atteindre un total de 71 500 militaires réguliers. Elle prévoit aussi d'augmenter l'effectif de la Première réserve de 1 500 membres pour atteindre un total de 30 000 réservistes.
La politique prévoit également augmenter la présence des femmes au sein des Forces armées canadiennes avec une croissance de 1 % de la proportion de femmes au sein de l'effectif des FAC pour atteindre un total de 25 % d'ici 2026. La proportion des femmes dans les FAC en 2017 est de 15%.

### Équipement
Le budget de la politique de défense du Canada publiée en 2017 prévoit l'acquisition de 15 nouveaux navires de surface pour la Marine royale canadienne afin de remplacer les frégates. Il s'agit du plus grand projet d'acquisition navale de l'histoire du Canada. Du côté de l'Aviation royale canadienne, on prévoit l'acquisition de 88 chasseurs en plus de remplacer les CC-150 Polaris, les CC-138 Twin Otter et les CP-140 Aurora.

### Opérations

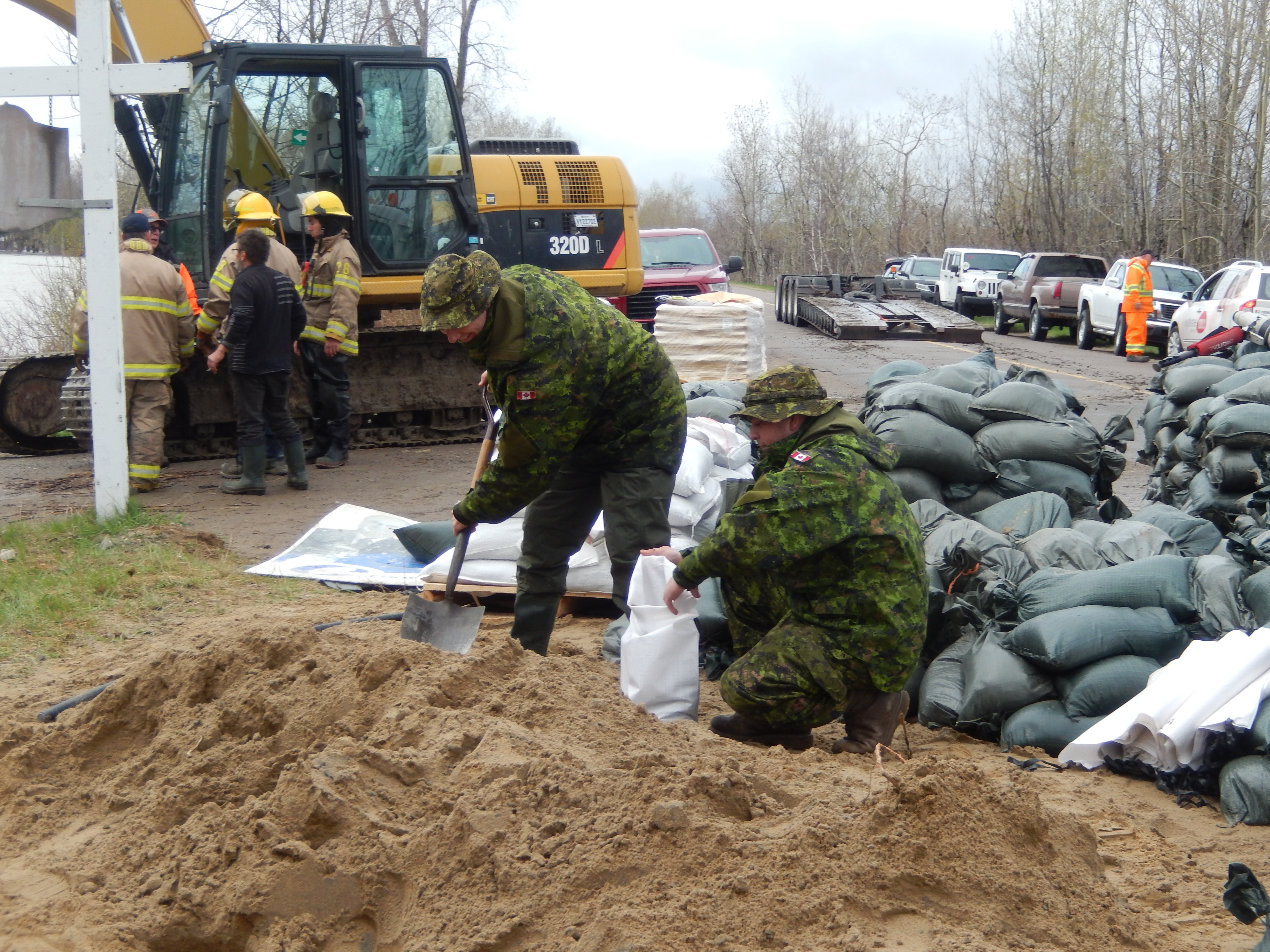
Des militaires remplissant des sacs de sable en appui aux autorités locales dans le cadre de l'opération Lentus lors des inondations printanières de 2017 au Québec

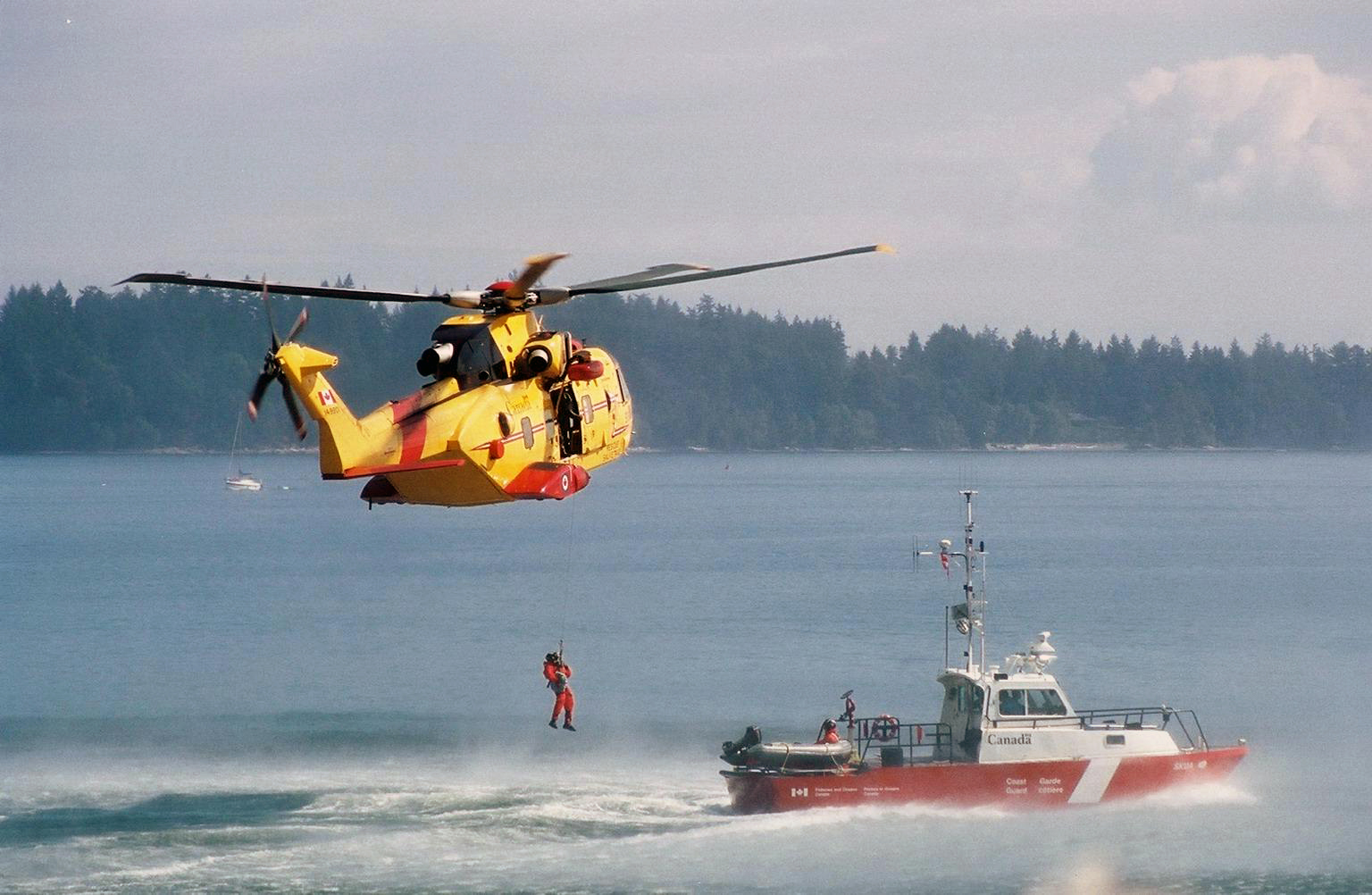
Un hélicoptère de l'Aviation royale canadienne de recherche et sauvetage en exercice conjoint avec la Garde côtière canadienne

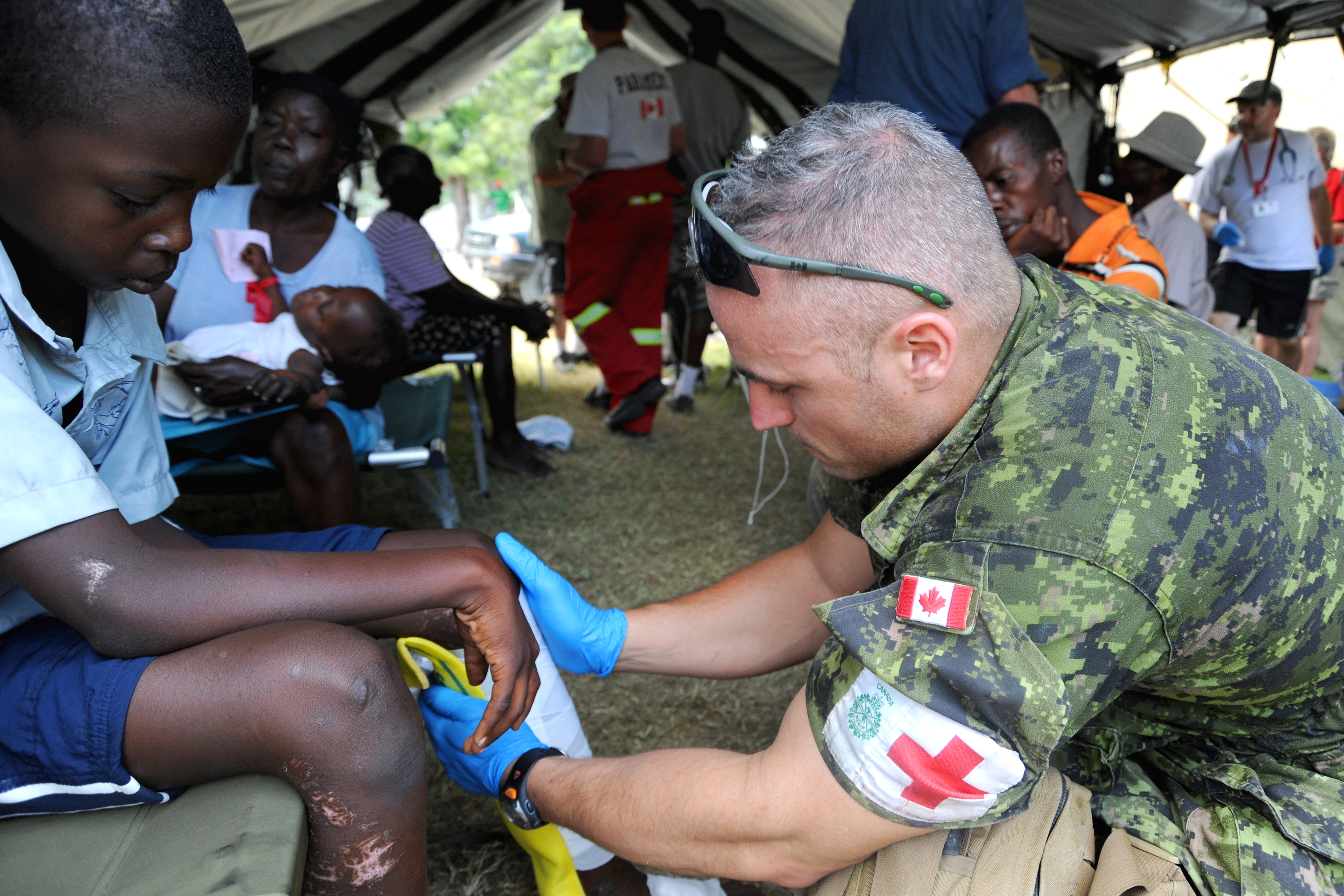
Un soldat des services médicaux de l'Armée canadienne dans un camp en Haïti

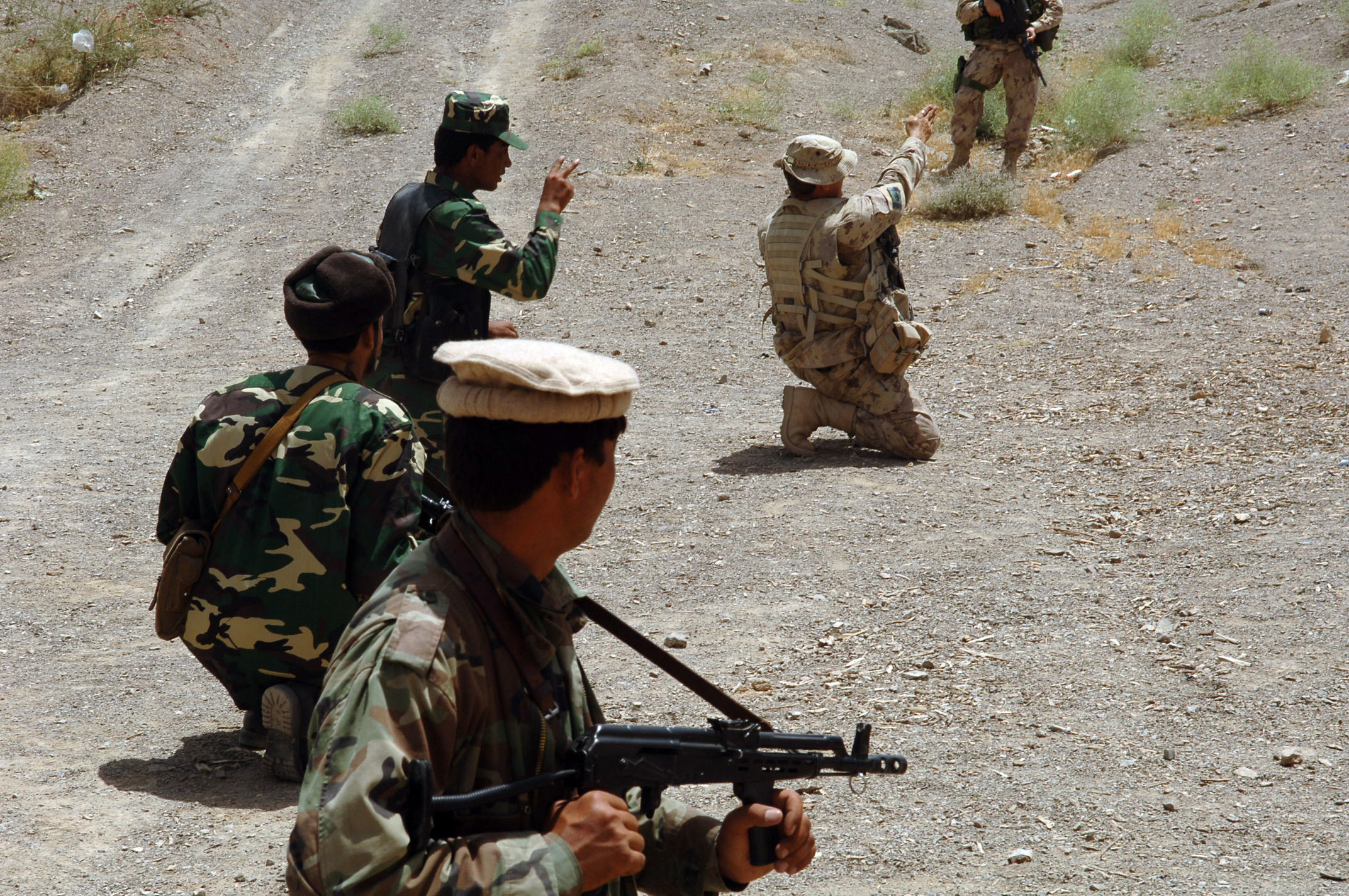
Des soldats canadiens enseignant des tactiques militaires à des membres de la police frontalière afghane dans le cadre de l'opération Athéna

La politique de défense du Canada publiée en 2017 mentionne que les Forces armées canadiennes continueront d'être impliquées au sein du NORAD, de l'OTAN et du G5 tout en continuant le partenariat avec les États-Unis. La politique prévoit notamment d'augmenter la capacité opérationnelle du Commandement des Forces d'opérations spéciales du Canada.
Spécifiquement, la politique requiert que les Forces armées canadiennes soient prêtes à détecter et dissuader les menaces et les attaques contre le Canada ainsi que contre l'Amérique du Nord en partenariat avec les États-Unis en plus d'être prêtes à mener des opérations avec l'OTAN, les Nations unies ainsi que des coalitions internationales en plus d'être prêt à renforcer les capacités d'autres pays pour assurer leur propre sécurité. Finalement, elles doivent être prêtes à assister les autorités civiles, les organismes d'application de la loi et les partenaires non gouvernementaux pour, notamment, lutter contre le terrorisme, assurer la sécurité nationale et la sécurité des Canadiens à l'étranger, porter assistance à la suite de catastrophes naturelles et d'urgences majeures au Canada ou à l'étranger ainsi que de mener des opérations de recherche et sauvetage. Les FAC peuvent être appelées à mener ces opérations de manière simultanée. Ainsi, elles peuvent être appelées à répondre simultanément à plusieurs urgences nationales en appui aux autorités civiles, à participer à la mission du NORAD, à participer à des missions de l'OTAN en plus de mener des opérations pour contribuer à la paix et à la stabilité dans le monde en effectuant, possiblement simultanément, deux déploiements prolongés de 500 à 1 500 militaires dont un en tant que pays en tête, un déploiement à durée limité de 6 à 9 mois de 500 à 1 500 militaires, deux déploiements prolongés de 100 à 500 militaires, deux déploiements à durée limitée de 6 à 9 mois de 100 à 500 militaires, un déploiement de l'Équipe d'intervention en cas de catastrophe et une opération d'évacuation de non-combattants.

### Environnement
La politique de défense de 2017 prévoit de réduire les émissions de gaz à effet de serre produits par l'infrastructure et les véhicules non militaires du ministère de la Défense nationale de 1 %. Le budget prévoit un investissement de 225 millions de dollars à cet effet qui servira, notamment, à démolir les vieux bâtiments afin de réduire l'empreinte carbone. Par ailleurs, tous les nouveaux projets d'infrastructure majeurs devront respecter les normes de la certification du Leadership in Energy and Environmental Design.